# أحمد بن الحاج المقراني
هذا القالب يجب أن يُنسخ; استبدل بـ{{نقل}} {{نسخ:نقل}}
أحمد بن محمد بن الحاج المقراني (توفي 1853)، حكم اجداده ممكلة بني عباس، أما جده فهو الحاج المقراني عميد صف أولاد الحاج المقرانيين. تولى أحمد المقراني منصب خليفة مجانة وشيخ قلعة بني عباس في ظل السيطرة الفرنسية. وأحمد المقراني هو والد محمد المقراني وبومزارق المقراني المقاومان الجزائريان المعرفان بثورة 1871. يعتبر من فرع أو صف أولاد الحاج أبرز البطون من المقرانيين أو أولاد مقران حاكموا قلعة بني عباس ومجانة والتي امتد نفوذها من بجاية شمالا إلى بوسعادة وبسكرة جنوبا ومن غرب قسنطينة شرقا إلى التيطري غربا.

## علاقته مع أحمد باي
نصبه أحمد باي قائدا لمنطقة خليل في تدخل صارخ في نفوذ مشيخة أولاد مقران وهو ما عزز علاقة الرجلين. في سنة 1827 رافق أحمد المقراني الباي أحمد إلى الجزائر العاصمة لتأدية فريضة الدنوش. أثناء عودتهما إلى بايلك الشرق،  قطعت عليهما قبائل التيطري المتمردة الطريق بسور الغزلان وهو ما اضطرهما للقتال حيث أظهر أحمد المقراني شجاعة عالية جعلت أحمد باي يعجب به وبإخلاصه وكآفأه بجعله محصلا للضرائب على قبائل ونوغة الشهيرة مكان ابن عمه وغريمه بن عبد السلام المقراني. وهو ما كان كفيلا بإشعال فتيل الحرب بين صف أولاد الحاج بزعامة أحمد المقراني و صف أولاد عبد السلام المقراني.

## مقاومة الاحتلال  الفرنسي 1830-1837
عندما أرسل الداي حسين نداءه إلى القبائل الجزائرية للجهاد ضد الغزو الفرنسي تم تكليف أحمد المقراني بجانب ابن عمه محمد بن عبد السلام المقراني لقيادة جيش أولاد مقران وقبائل سهل مجانة. وسار هذا الرتل مع صهرهم أحمد باي نحو الجزائر العاصمة. وكانت مشاركة المقرانيين بارزة في معركة سيدي فرج بشهادة الفرنسيين أنفسهم الذين "أشادوا بفرسان المقرانيين وكيف أنهم عانوا منها خلال المعركة".
وبرجوعنا إلى مذكرات الحاج أحمد باي وجدنا أنه أشار إلى تلبة أحمد المقراني لنداء الجهاد حيث ينذكر أنه أثناء مفاوضاته مع الفرنسيين قام باستدعاء كل جيوش مقاطعة إقليمه إذ يقول "وقد هب جميع القادة لتلبية ندائي وأذكر من جملة من حضر: أحمد المقراني ومحمد بن عبد السلام وولد بن عبد الله المقراني وشيخ أولاد الحداد....".
وفي الوقت الذي كان فيه محمد بن عبد السلام في صراع مع صهره أحمد باي، ظل خصمه وابن عمه أحمد المقراني (شيخ مجانة) مخلصا ووفيا للباي أحمد طوال فترة حكمه للبايلك، وكان إلى جانبه في كل المحن التي واجهها الباي". ومن ذلك وقوفه إلى جانب الباي في الدفاع عن مقر حكمه (قسنطينة) ضد الحملة الفرنسية الأولى عام 1836. حيث ذكر لوي رين أن الفرنسيين عانوا من مضايقة أحمد المقراني وجيشه.

## سقوط قسنطينة 1837 والمؤامرة
شارك في الدفاع عن قسنطينة سنة 1837 غير أن المدينة سقطت. عندها عاد أحمد المقراني مع ما تبقي معه من الرجال إلى مشيخته بمجانة غير أنه وجد ابن عمه وغريمه محمد بن عبد السلام قد استولى عليها، ومنعه من الدخول إليها فلجأ إلى قلعة بني عباس. لكن بني عباس والقبائل القريبة من القلعة منها سكان ثازايرت وأزدو وقسم من إغيل علي والشواريخ أعلنوا عداءهم لأحمد المقراني ورفضوا استقباله فلجأ إلى قبيلة بني عيدل بالماين" غيرأن بني عيدل كما يذكر المؤرخ يحيى بوعزيز بدورهم رفضوا استقباله أوالاعتراف به كزعيم، وتآمرو عليه وقاموا بالقبض عليه وتسليمه إلى عدوه محمد بن عبد السلام المقراني الذي نفاه إلى الحضنة وأخذ منه عهدا بعدم العودة ثانية إلى مجانة وبذلك استأثر محمد بن عبد السلام بمشيخة مجانة.

## الدخول في خدمة الفرنسيين
يبدو أن فقدان أحمد المقراني لمشيخة مجانة أثر بشكل كبير على نفسيته، حيث شعر بالتهميش والإقصاء وفقدان النفوذ والسلطة. مما دفعه إلى التفكير في وسيلة تمكنه من استعادة ما يعتبره حقوقه المغتصبة، حتى لو تطلب ذلك التعاون مع العدو الفرنسي. في تلك الظروف الصعبة، فكر في الاستعانة للفرنسيين، فاتصل بصديقه بوعكاز بن عاشور، شيخ فرجيوة، وأعرب له عن نيته في التعاون مع الفرنسيين. قام بوعكاز، والذي الذي كان قد دخل في خدمة العدو، بتشجيع احمد المقراني على المضي في هذا الطريق، ونصحه بالذهاب إلى الفريق غالبوا في قسنطينة دون خوف أو تردد.
وفي أوائل يوليو 1838، التقى أحمد المقراني غالبوا الذي عينه في البداية قائداً على قبيلة أولاد عامر ناحية سطيف بشكل مؤقت. وكان الفرنسيون قد عينوا إسميا بن هاني بن يلس خليفة على مشيخة مجانة، كرد فعل على تعيين محمد بن عبد السلام من قبل الأمير عبد القادر.

## من قائد قبيلة إلى خليفة مجانة
```
تلقى أحمد بن محمد هذا تعيينه قائدا 
لقبيلة أولاد عامر
 بمرارة، حيث كان يرى أن المنصب دون مستواه، لكنه أظهر ولاءه للفرنسيين كخطوة أولى لتحقيق طموحه في استعادة مكانته ونفوذه.
```

لم يمض وقت طويل حتى تم تعيينه في منصب خليفة مجانة بعد مقتل بن هاني بن يلس في إحدى المعارك التي خاضها الجيش الفرنسي ضد قبيلة ريغة القبالة بين سطيف و برج بوعريريج في سبتمبر من نفس 1838. قام الجنرال فالي بتنصيبه رسمياً في 24 أكتوبر 1838 في قصر الباي بقسنطينة.
مع مستهل حكمه سنة 1838 كانت أكبر إقطاعيتين هي إقطاعية شيخ العرب التي أعطت لها الإدراة الاستعمارية كل الصحراء (بما فيها الجريد، التي كانت وما زالت تونسية)، وإقطاعية مجانة التي كانت تشمل ”كل الإقليم الممتد بين خلافة فرجيوة شرقا وإقليم شيخ العرب جنوبا وإقليم تيطري غربا“، وكان من بين ”الخليفات الرئيسية“ التي عينت صراحة في مرسوم التعيين ”خلافة حمزة وبوسعادة والحضنة“.
بدأ الخليفة أحمد المقراني تنفيذ المهام الموكلة إليه دون أن ينتقل فوراً إلى مركز المشيخة في مجانة، حيث لم يلتحق بها إلا بعد عام من تعيينه. والسبب كان سيطرة خليفة الأمير عبد القادر، محمد بن عبد السلام على المنطقة. بذلك، وضع أحمد بن محمد المقراني نفسه في خدمة السلطات الاستعمارية الفرنسية، التي تبنت سياسة جديدة تهدف إلى التعامل مع الأسر الكبيرة ذات النفوذ. هذه السياسة كانت تتيح لهذه الأسر الحفاظ على الامتيازات التي تمتعت بها خلال العهد العثماني، مقابل تعاونها مع السلطات الاستعمارية في توسعها والقضاء على المقاومة.

## في ميزان التاريخ
إن استسلام أحمد المقراني للفرنسيين لم يكن بدافع حبهم أو ضعف إيمانه، أو نقص في شهامته وشجاعته، وإنما كان بهدف الاستعانة بهم ضد أعدائه من أفراد الأسرة. كما أن خصمه محمد بن عبد السلام انضم إلى صف الأمير عبد القادر بهدف القضاء عليه ونكاية في صهره أحمد باي عدو الأمير.

## وفاته
وفي منتصف عام 1852، سافر أحمد المقراني  لأداء فريضة الحج بمكة المكرمة. وعند عودته في مارس 1853، هبط في مرسيليا. سمع الإمبراطور نابوليون الثالث بوجوده على الأراضي الفرنسية فدعاه إلى باريس لحضور حفل زفافه. لكنه مرض ولم يتمكن من قبول دعوة الإمبراطور وتوفي في 4 أبريل 1853.